# Виконт Молсворт

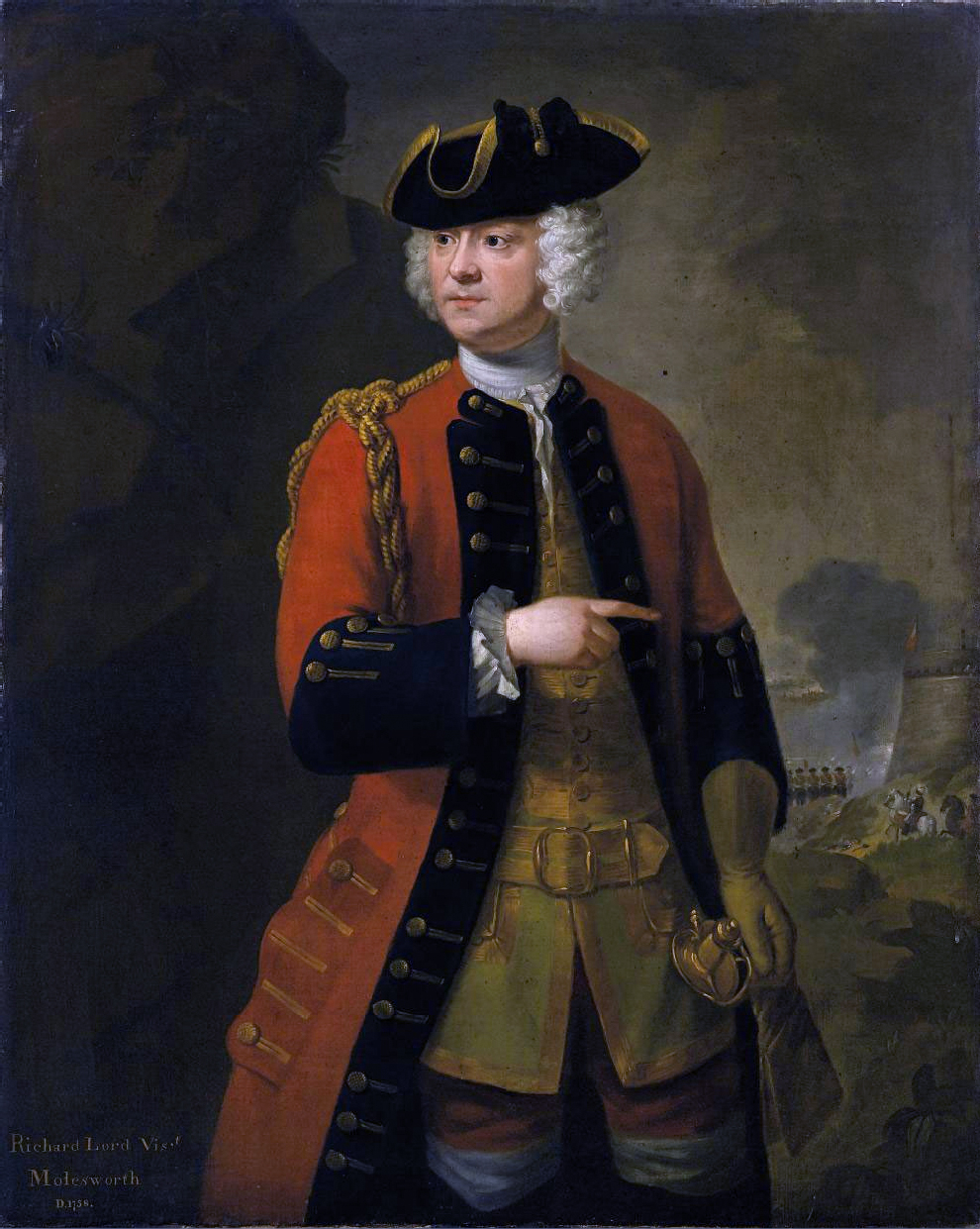
Фельдмаршал Ричард Молсворт, 3-й виконт Молсворт 91680-1758)

Виконт Молсворт из Суордса в графстве Дублин — наследственный титул в системе Пэрства Ирландии.

## История
Титул виконта Молсворта из Суордса был создан 16 июля 1716 года для Роберта Молсворта (1656—1725). В том же 1716 году вместе с титулом виконта он получил титул барона Филипстауна из Суордса в графстве Дублин (Пэрство Ирландии). Роберт Молсворт был членом Ирландского Тайного совета (1697), представлял в Ирландской палате общин графство Дублин (1695—1703) и Суордс (1703—1715), в Палате общин Великобритании Камелфорд (1695—1698), Лоствитиел (1705—1706), Восточный Ретфорд (1706—1707, 1707—1708) и Митчелл (1715—1722), а также служил послом Великобритании в Дании. Его старший сын, Джон Молсворт, 2-й виконт Молсворт (1679—1726), являлся послом Великобритании в Сардинском королевстве, Великом герцогстве Тосканском и Венецианской республике. Ему наследовал его младший брат, Ричард Молсворт, 3-й виконт Молсворт (1680—1758), который имел чин фельдмаршала британской армии. В 1793 году после смерти его сына, Ричарда Нассау Молсворта, 4-го виконта Молсворта (1748—1793), эта линия семьи прервалась. Ему наследовал его кузен, Роберт Молсворт, 5-й виконт Молсворт (1729—1813). Он был старшим сыном достопочтенного Уильяма Молсворта, третьего сына 1-го виконта. Его сын, Уильям Джон Молсворт, 6-й виконт Молсворт (1763—1815), имел чин генерал-майора британской армии и погиб во время кораблекрушения Арнистона у берегов Южной Африки в 1815 году. Его преемником стал его троюродный брат, Ричард Пиготт Молсворт, 7-й виконт Молсворт (1786—1875). Он был старшим сыном Ричарда Молсворта, третьего сына достопочтенного Уильяма Молсворта, третьего сына 1-го виконта Молсворта. Его преемником стал его племянник, Самуэль Молсворт, 8-й виконт Молсворт (1829—1906).
По состоянию на 2025 год, обладателем титула являлся его правнук, 12-й виконт Молсворт (род. 1960), который сменил своего отца в 1997 году.
Потомками 1-го виконта Молсворта являются Софи, герцогиня Эдинбургская (род. 1965), а также англо-американские актрисы Оливия де Хэвилленд (1916—2020) и Джоан Фонтейн (1917—2013).

## Виконты Молсворт (1716)
- 1716—1725: Роберт Молсворт, 1-й виконт Молсворт (7 сентября 1656 — 22 мая 1725), сын Роберта Молсворта (ум. 1656) и Джудит Биссе;
- 1725—1726: Джон Молсворт, 2-й виконт Молсворт (4 декабря 1679 — 17 февраля 1726), старший сын предыдущего;
- 1726—1758: Фельдмаршал Ричард Молсворт, 3-й виконт Молсворт (1680 — 12 октября 1758), младший брат предыдущего;
- 1758—1793: Ричард Нассау Молсворт, 4-й виконт Молсворт (4 ноября 1748 — 3 июня 1793), единственный сын предыдущего;
- 1793—1813: Роберт Молсворт, 5-й виконт Молсуорт (22 декабря 1729 — 29 января 1813), старший сын капитана Уильяма Молсворта, третьего сына 1-го виконта Молсворта;
- 1813—1815: Генерал-майор Уильям Джон Молсворт, 6-й виконт Молсворт (18 августа 1763 — 30 мая 1815), старший сын предыдущего;
- 1815—1875: Ричард Пиготт Молсворт, 7-й виконт Молсворт (23 июля 1786 — 20 июня 1875), сын Ричарда Молсворта (1737—1799), внук капитана Уильяма Молсворта, третьего сына 1-го виконта Молсворта;
- 1875—1906: Самуэль Молсворт, 8-й виконт Молсворт (19 декабря 1829 — 6 июня 1906), сын капитана Джона Молсворта (ум. 1858), внук Ричарда Молсворта (1737—1799) и правнук капитана Уильяма Молсворта, третьего сына 1-го виконта Молсворта;
- 1906—1947: Джордж Биготт Молсворт 9-й виконт Молсворт (6 июня 1867 — 20 марта 1947), старший сын предыдущего;
- 1947—1961: Чарльз Ричард Молсворт, 10-й виконт Молсворт (3 января 1869 — 24 февраля 1961), младший брат предыдущего;
- 1961—1997: Ричард Госсет Молсворт, 11-й виконт Молсворт (31 октября 1907 — 15 октября 1997), старший сын предыдущего;
- 1997 — настоящее время: Роберт Биссе Келхэм Молсворт, 12-й виконт Молсворт (род. 4 июня 1959), старший сын предыдущего;
  - Наследник: Достопочтенный Уильям Джон Чарльз Молсворт (род. 20 октября 1960), младший брат предыдущего.